# Choufli Hal
Choufli Hal (árabe: شوفلي حل), literalmente Encuéntrame una solución, es una serie de televisión humorística tunecina en dialecto árabe tunecino que contiene 135 capítulos de 40 minutos, transmitida desde el 4 de octubre de 2005 hasta el 19 de septiembre de 2009 en el canal de televisión Tunis 7 durante el mes del ramadán.
A continuación, está transmitida de nuevo en la Televisión tunecina 1 y en cuanto a la primera temporada en Al janoubiya TV y sigue transmitiéndose hasta hoy en día en la Televisión tunecina 2.

## Sinopsis
La historia de esta telecomedia está creada en torno a un psicoterapeuta y un clarividente, lo que permite exponer los problemas sociales más habituales: la adolescencia, el paro, la falsificación, la crisis habitacional que afecta a los jóvenes, etc. La historia cuenta las aventuras de Slimane, un psicoterapeuta, que está harto de las meteduras de pata de su hermano y, a veces, de su familia: sus hijas, su esposa y su madre que vive con ellas. 
Fadhila, la madre de Slimane, vive con su hijo, siempre protege a su otro hijo, Sboui, de su hermano cuando se equivoca en su trabajo como secretaria y luego, como mensajero en la oficina de su hermano. Se casó dos veces en su vida, con Hattab y luego con Omrane. No deja de discutir con Zeineb, la esposa de Slimane, y adora a Azza, la esposa de Sboui. Esta última es la hija adoptiva de Janet, clarividente luego cajera de un centro. Janet es tacaña y no le gusta prestar dinero. Además, es propietaria del edificio donde viven Slimane y Sboui y sus familias. Sboui y Azza tienen dos gemelos: Omrane y Sabra. 
Zeineb, la esposa de Slimane, tiene su propia tienda, luego su centro y finalmente su pastelería. Ella está constantemente celosa de Azza y Dalenda, la secretaria de Slimane del tercer episodio de la segunda temporada, porque es hermosa y encantadora. En la serie, Daddou salió con dos personajes, Chekib y Wassim. 
Slimane y Zeineb tienen dos hijas: Amani, la hija mayor, es traviesa y enojada. Ella sale con chicos a pesar de la prohibición de su padre que no permite que un niño entre a su casa. Ella sigue discutiendo con su hermana menor Fatma, quien ella misma es inteligente y desobediente. 
Durante la serie, cuando Fadhila decide estudiar, Slimane trae a una sirvienta a su casa para ayudar a su esposa que no sabe cómo hacerse cargo de las tareas domésticas. Esta curiosa mujer, Kalthoum, no deja de hablar de su marido Daoued a quien obedece y llama Sidi Daoued (Maestro Daoued) por respeto a él. Este último le obliga a trabajar para poder pagarle sus partes de chkobba. 
La madre de Zeineb, Douja, siempre visita a su hija en casa; ella es rica y sigue viajando y tratando de rejuvenecerse. Ella está saliendo con Houssi. Zeineb tiene a una amiga que se llama Feyka (Foufa) y siempre salen juntos.Su mejor amiga Feyka se casó con un rico hombre de negocios llamado Taïeb. 
En el edificio donde viven Slimane y Sboui, hay un reparador de aparatos electrónicos llamado Béji Matrix. Sigue aconsejando a Sboui que cometa un error para burlarse de él. Es muy curioso, siempre vigila a los demás y quiere saberlo todo, especialmente sobre la familia de Slimane y Sboui.Cuando era pequeño, sus amigos los llamaban khantouch (el que quiere saberlo todo). Sus vecinos evitan saludarlo por la mañana porque piensan que es un amuleto de la mala suerte.
Farid (Fouchika), que trabaja en su casa, es amigo de la infancia de Sboui y Slimane. Después de que Beji lo despidiera de su trabajo, Janet lo nombró conserje del edificio. Es inteligente e inteligente como Béji, incluso si no se llevan bien.

### Hilo director de las temporadas

#### Primera temporada (2005)
La primera temporada cuenta la historia de un psicoterapeuta de clase media, Slimane, que se ve obligado a compartir su sala de espera con una clarividente que no conoce a Sigmund Freud. Esta última no es otra que Janet, la dueña del edificio donde vive y trabaja. Incluso en casa, su familia discute: su madre Fadhila y su esposa Zeineb por un lado, su hija mayor Amani y su hija menor Fatma. 
Su madre es cariñosa y es más amable con su hijo menor Sboui, el medio hermano de Slimane. Ella obliga a Slimane a contratar a su hermano como secretario, pero él sigue haciendo estupideces y tonterías. Sboui está enamorado de Azza, la hija adoptiva de Janet. A lo largo de la temporada, intenta decirle que la ama.

#### Segunda temporada (2006)
Sboui dimite porque está maltratado por su hermano. Está reemplazado por una mujer encantadora, Dalenda y se encuentra en paro. Sin embargo, su hermano lo volvió a contratar como mensajero. Slimane encuentra a su antiguo maestro, Ben Amor y se une a una asociación de psicoterapia. Finalmente nos enteramos de que Sboui le propuso matrimonio a Azza. Durante esta temporada, asistimos a festivales como Navidad y Eid el-Kebir.

#### Tercera temporada (2006)
En esta temporada, Azza y Sboui están todavía retrasando su compromiso. Este último sigue cometiendo errores como llamar a Azza por el nombre de Daddou. Fouchika, un amigo de la infancia, viene a vivir en Túnez y convive con Sboui mientras trabaja como asistente en el taller de Béji. Zeineb se reúne con su amiga de la infancia, Foufa y comienza a salir con ella todas los días ,lo que enfurece a Slimane. 

#### Cuarta temporada (2007)
En esta temporada, Sboui regresa de su luna de miel en Tabarka cuando su esposa queda embarazada. Slimane decide construir una casa en Ennasr y necesita que Sboui vende su propiedad de tierra y le da el dinero para construirla. Este último acepta con la condición de poder vivir con ellos. Amani aprueba el bachillerato e intenta seducir al primero de la clase, Hamza. En cuanto a Dalenda, tiene problemas con Chekib, que está saliendo con otra mujer. Fadhila se matricula en una escuela para gente mayor.

#### Quinta temporada (2008)
En esta temporada, Slimane, su esposa e hijas se mudan a Ennasr. Sboui y su esposa ahora viven en el antiguo apartamento con Janet y Fadhila. Por fin,nacen los dos gemelos Omrane y Sabra mientras que Amani continuará sus estudios en la provincia de Sfax. 
Zeineb decide abrir su propio spa en colaboración con su amiga Foufa y Janet. Esta última abandona su carrera de clarividente y se convierte en la cajera del gimnasio. En cuanto a Midou, un expaciente afeminado de Slimane, comienza a trabajar con ellos. 
En cuanto a Dalenda, su prometido Wassim regresa de Oriente Medio con convicciones islamistas, lo que le empuja a romper con él. Al no encontrar salida, retoma su relación con Chekib, su primer amor, pero termina rompiendo tras su infidelidad. 

#### Sexta temporada (2009)
En esta temporada, Sboui está descubierto por un director y participa en un comercial en el que interpreta el papel de un gallo, lo que le hace famoso por la calle, poniendo a Slimane celoso de su hermano. Amani encuentra un prometido, un colega de trabajo, pero Slimane no quiere que se case. Zeineb y Fadhila se reconcilian y juntos montan un proyecto de pastelería. En cuanto a Dalenda, reanuda su relación con Wassim; deciden casarse e irse a vivir al Medio Oriente. Al final de la temporada, Sboui y Slimane son viejos y siguen discutiendo como siempre.

#### Película de televisión (primavera del 2009)
Una película para televisión que dura una hora y cincuenta minutos, estaba inicialmente programada para ser transmitida el 31 de diciembre de 2008. Finalmente fue cancelada debido a la guerra en Gaza. La película para la televisión se emitió finalmente la noche del 4 de abril de 2009. Cuenta las aventuras de Slimane, Sbouï y sus familias que se fueron a Hammamet que es una ciudad turística conocida por sus fiestas y sus hoteles. El rodaje tiene lugar en Túnez y en la gobernación de Zaghouan, sin olvidar el estudio donde se rodó la serie.
- Datos: Q2964588